# Kanadische Badmintonmeisterschaft 1969
Die Kanadische Badmintonmeisterschaft 1969 fand in Toronto statt. Es war die 42. Auflage der nationalen kanadischen Titelkämpfe im Badminton.

## Titelträger
| Disziplin    | Sieger                          |
| ------------ | ------------------------------- |
| Herreneinzel | Jamie Paulson, AB               |
| Dameneinzel  | Judi Rollick, BC                |
| Herrendoppel | Jamie Paulson Yves Paré, AB, QC |
| Damendoppel  | Marjory Shedd Barbara Hood, ON  |
| Mixed        | Bruce Rollick Judi Rollick, BC  |